# Bulbophyllum triadenium
Bulbophyllum triadenium là một loài phong lan thuộc chi Bulbophyllum.